# Grabowiec (Zamość)
Pour les articles homonymes, voir Grabowiec.
Grabowiec (prononciation [ɡraˈbɔvjɛt͡s]) est un village de la gmina de Grabowiec, du powiat de Zamość, dans la voïvodie de Lublin, situé dans l'est de la Pologne.
Il est le siège administratif (chef-lieu) de la gmina rurale de Grabowiec.
Grabowiec se situe à environ 24 kilomètres au nord-est de Zamość (siège du powiat) et 84 kilomètres au sud-est de Lublin (capitale de la voïvodie).
Sa population s'élève approximativement à 922 habitants en 2008.

## Histoire
Au cours de la Seconde Guerre mondiale, le 25 septembre 1939, l'armée soviétique est entré dans le village et a assassiné de 59 soldats polonais. Cet événement est appelé «Petite Katyn». D'autres soldats ont été tués dans les combats dans et autour de Grabowiec-Góra - En 1989, il a érigé un monument commémorant ces combats.

Le 10 octobre 1939, les premières troupes allemandes entrent dans le village. Pendant l'occupation allemande, il y avait dans le village un ghetto, qui a fonctionné jusqu'en 1942, où les villageois ont été déportés vers le camp d'extermination de Sobibor. Pendant la guerre, le village a été détruit et brûlé.

En 1943, il y eut une action d'expulsion, à la suite, il ne restait dans Grabowiec que seulement quelques familles. Les personnes déplacées ont été regroupées dans un camp de transit à Zamosc.

Dans la nuit 27 au 28 octobre 1943, une unité de l'Armia Krajowa, sous le commandement de Joseph Laughter a attaqué le poste de police ukrainien, mais n'a pas gagné. Toutefois, il a brûlé le bâtiment de l'ancien presbytère catholique romaine, où résidait un petit groupe de soldats SS (probablement le bâtiment était le siège de certains contingents). Il a été tué un soldat allemand et 3 soldats SS ukrainiens. 

En juin 1944. Les troupes allemandes ont effectué les dernières actions de pacification contre les Polonais et arrêté 250 personnes. Le 25 juillet 1944, l'armée soviétique est entré dans le village et le libère de l'emprise nazie.

Il a été établi que pendant les hostilités de la Seconde Guerre mondiale avec la communauté de Grabowiec, il y eut 2 207 personnes tuées : 563 Polonais, 401 Ukrainiens et 1 243 Juifs.

## Administration
De 1975 à 1998, le village est attaché administrativement à l'ancienne voïvodie de Zamość.

Depuis 1999, il fait partie de la nouvelle voïvodie de Lublin.